# 대진고등학교 (강원)
대진고등학교(大津高等學校)는 대한민국 강원특별자치도 고성군 현내면 초도리에 있는 공립 고등학교이다.

## 학교 연혁
- 1980년 11월 26일 : 대진고등학교 6학급 설립 인가
- 1981년 3월 1일 : 대진고등학교 개교
- 1981년 3월 17일 : 초대 이창수 교장 부임
- 1982년 4월 21일 : 개교기념일 제정
- 2024년 9월 1일 : 제23대 명의열 교장 부임
- 2025년 1월 9일 : 제42회 졸업식(6명 졸업, 총 2,206명)
- 2025년 3월 4일 : 제45회 입학식(입학생 4명)

## 참고 자료
- 대진고등학교 - 한국교육학술정보원 학교알리미